# Zes cirkelelementen
Zes cirkelelementen is de officieuze titel van een beeldengroep in Amsterdam-West.
De kunstenaar André Volten leverde in 1982 voor het Jaarbeursplein in Utrecht een installatie bestaande uit een roestvaststalen zuil, twee in elkaar grijpende cirkels van basalt en een zestal cirkelelementen.
Meer dan dertig jaar later kwam bij de bewoners van de Surinamebuurt in Amsterdam de wens op om het Surinameplein meer uitstraling te geven; het was vaak een woestenij tussen de rijwegen en trambanen. Tegelijkertijd werd het Jaarbeursplein opnieuw ingericht en moest de installatie van Volten opgeslagen dan wel verplaatst worden. In het kader van ArtZuid leende de buurt zes cirkelelementen van brons uit Utrecht om ze voor een periode van vier jaar tentoon te stellen. De groep was vlak daarvoor gerestaureerd. De plastieken werd in december 2014 geplaatst op een modderig Surinameplein, waartoe bijna het gehele grasland verdween onder stalen rijplaten.
Op 14 januari 2015 werden zij onthuld. Het is de bedoeling dat ze er vier jaar staan, zodra de herinrichting van het Jaarbeursplein afgerond is, zal de beeldengroep teruggaan naar Utrecht. In 2023 staan ze echter nog steeds op het Surinameplein.

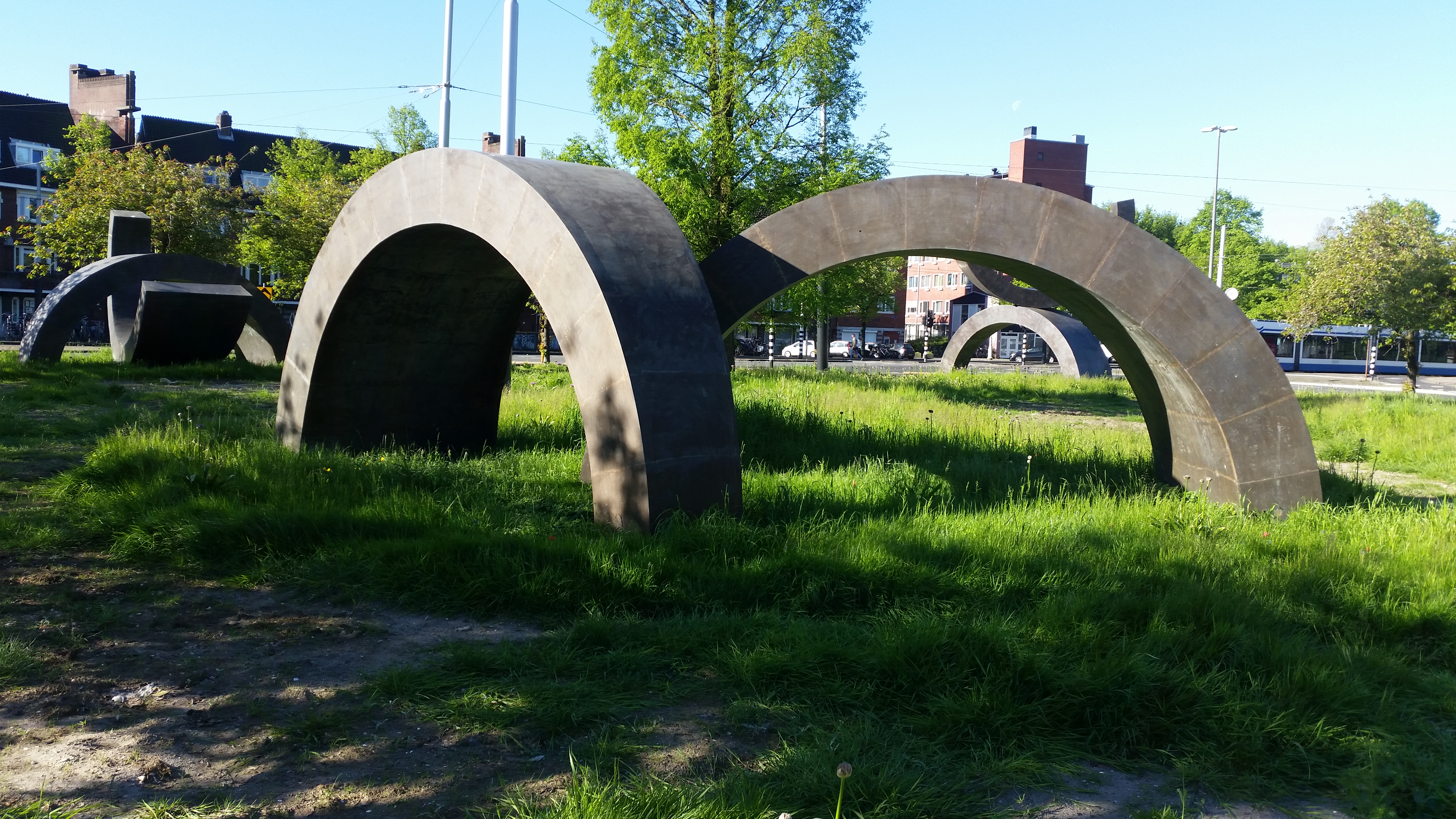
Zes cirkelelementen, overzicht (mei 2018)